# Игар, Станислав
Станислав Игар (пол. Stanisław Igar, наст. имя и фамилия Чеслав Кубяк, пол. Czesław Kubiak; 14 июля 1918 — 29 декабря 1987) — польский актёр театра, кино и телевидения; также театральный педагог.

## Биография
Станислав Игар родился в Плоцке. Актёрское образование получил в Государственном институте театрального искусства в Варшаве. Актёр театров в Варшаве, Ольштыне, Вроцлаве, Гданьске и Кракове.
Выступал в спектаклях «театра телевидения» в 1963—1980 гг. Преподаватель Государственной высшей театральной школы в Кракове с 1979 года. Умер в Кракове.

## Избранная фильмография
- 1955 — Три старта / Trzy starty
- 1955 — Ирена, домой! / Irena do domu!
- 1959 — Безмолвная звезда / Milcząca Gwiazda / Der schweigende Stern (Польша / ГДР)
- 1963 — Костюм почти новый / Ubranie prawie nowe
- 1964 — Агнешка 46 / Agnieszka 46
- 1964 — Рукопись, найденная в Сарагосе / Rękopis znaleziony w Saragossie
- 1968 — Почтмейстер / Poczmistrz — доктор
- 1972 — Путешествие за улыбку / Podróż za jeden uśmiech
- 1974 — Земля обетованная / Ziemia obiecana
- 1976 — Только Беатриче / Tylko Beatrycze
- 1976 — Доложи, 07 / 07 zgłoś się (только в 1-й серии)
- 1977 — Страсть / Pasja
- 1978 — Кошмары / Zmory
- 1979 — Сладкие глаза / Słodkie oczy
- 1980 — Королева Бона / Królowa Bona (только в 12-й серии)
- 1982 — Аустерия / Austeria
- 1982 — Крик / Krzyk
- 1982 — Отель Полан и его гости / Hotel Polan und seine Gäste
- 1984 — О-би, О-ба. Конец цивилизации / O-bi, O-ba: Koniec cywilizacji

## Признание
- 1976 — Золотой Крест Заслуги с мечами.